# Hugla
Hugla ist eine norwegische Insel, die am nördlichen Ende der Mündung des Ranfjordes liegt. Die Insel gehört zur Kommune Nesna in der norwegischen Fylke Nordland.
Der Inselname wurde bereits in der Snorra-Edda erwähnt und hängt mit dem Begriff haug zusammen, der mit dem deutschen Hügel verwandt ist.
Der Großteil der Besiedlung liegt im Osten der Insel, die mit einer Autofähre mit Nesna verbunden ist. Die Insel hat eine Schule und einen kleinen Laden.